# Museu de l'art de La Haia
El Museu de l'art de La Haia (fins 2019: Museu municipal de la Haia) és un museu d'art modern, arts aplicades, moda i instruments musicals situat a la ciutat de La Haia als Països Baixos.

## L'edifici
El museu es troba a l'oest del barri de Zorgvliet. Va ser fundat el 29 de maig del 1935 i és un disseny de l'arquitecte Hendrik Petrus Berlage. Va ser la seva darrera gran obra abans de la seva mort el 1934. El seu gendre va acabar l'obra. Al jardí al darrere del museu hi ha un pavelló que porta el seu nom (que també era una obra de Berlage), on es troba avui en dia una brasseria.
Entre el 1995 i el 1998 el museu va ser renovat i ampliat. El 2014, el jardí interior va ser cobert completament per crear un espai multifonctional. Va ser inaugurat durant la Cimera sobre Seguretat Nuclear de 2014 i s'hi van celebrar les dues rodes de premsa.

## Col·lecció

### Art modern

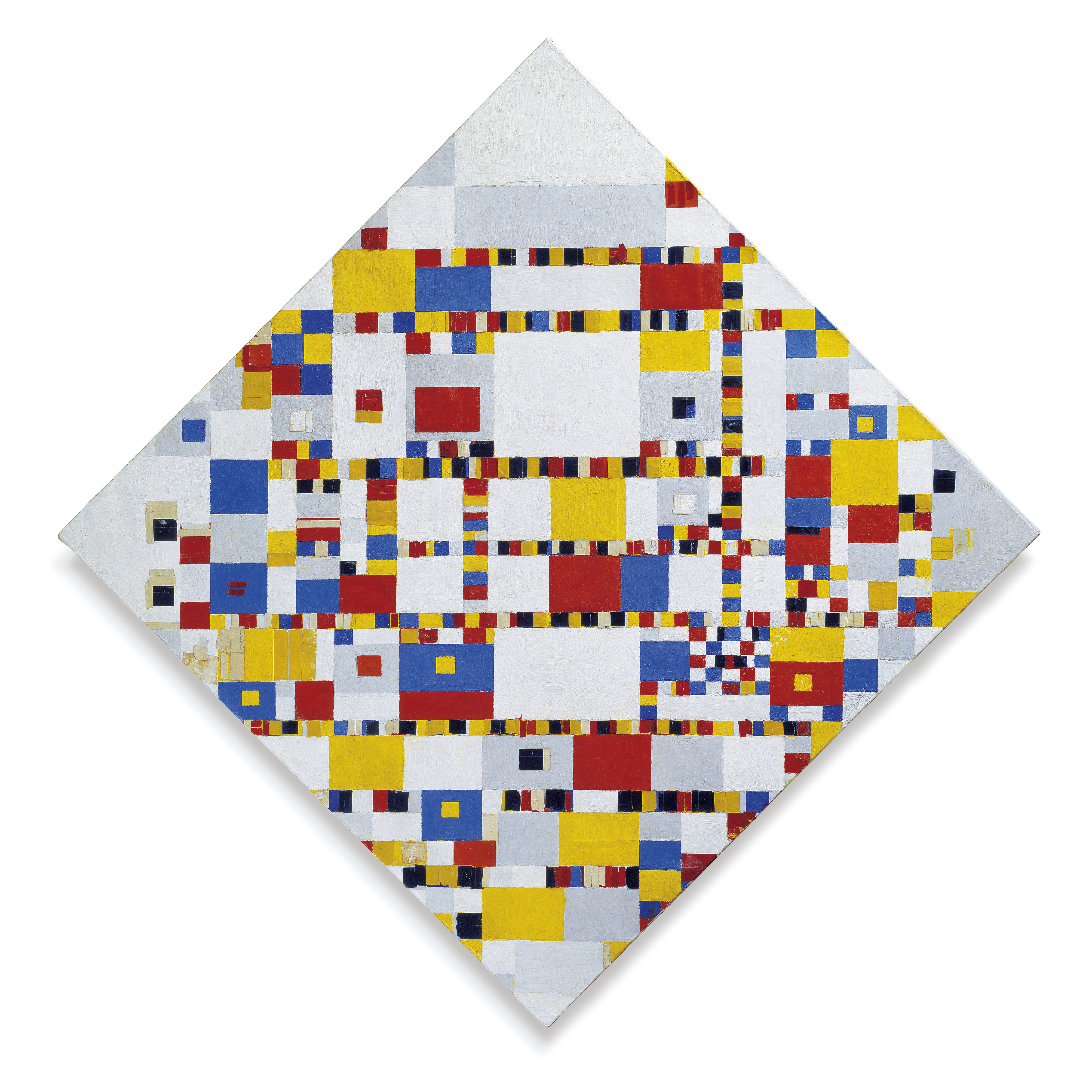
Victory Boogie Woogie de Piet Mondriaan al Museu Municipal de la Haia

La col·lecció d'art modern del museu ofereix una vista general de l'art neerlandès a partir de principis del segle xix. També hi ha exemples característics d'art d'altres països al mateix període. S'hi troben exemples de l'Escola de la Haia, el simbolisme al voltant del 1900, els artistes de De Stijl, Bauhaus i l'Expressionisme.
El Museu Municipal de la Haia té pintures d'entre altres Piet Mondriaan, Pablo Picasso, Theo van Doesburg, Bart van der Leck, Charley Toorop, Claude Monet i Francis Bacon. El museu va comprar també gran part de l'obra de New Babylon de Constant Nieuwenhuijs. El museu té la col·lecció més gran de pintures i dibuixes de Mondriaan del món, incloent-hi la seva darrera pintura Victory Boogie Woogie, una donació del Banc dels Països Baixos el 1988.

### Arts aplicades
La col·lecció d'arts aplicades conté objectes de ceràmica, vidre, plata i mobles. S'hi troben exemples de faiança de Delft, ceràmica de l'Orient Pròxim, Mitjà i Llunyà, vidre xinès i islàmic, vidre modern, plata de la Haia i de la Companyia Neerlandesa de les Índies Orientals i dissenys interiors.

### Moda
El Museu Municipal conté una col·lecció de vestits que repassa la història de la moda neerlandesa. A part de vestits, també hi ha accessoris, joieries, dibuixes i imatges de moda. El 2009, el Museu va comprar un nucli de la col·lecció de primavera/estiu de Christian Dior, dissenyat per John Galliano.

### Música
La col·lecció de música ensenya la història dels instruments musicals tradicionals d'Europa, sobretot instruments de teclat, de vent i de corda pinçada. També hi ha instruments d'altres cultures i instruments electrònics moderns.